# Načertanije
Načertanije (srp. Nacrt) je program nacionalne politike srpske kneževine, knjižica (nešto preko 5.000 riječi) tadašnjeg ministra unutarnjih poslova i poslije dugogodišnjeg ministra vanjskih poslova Srbije Ilije Garašanina izdana kao tajni državni dokument 1844. To je ujedno i prvi Politički program Velike Srbije.
U vrijeme dok je Srbija bila tek autonomni dio Osmanskog Carstva pod stanovitom zaštitom Austrije i Turske, Garašanin gleda kako bi uspostavio trgovinske i političke odnose s drugim europskim silama radi ostvarivanja potpune neovisnosti Srbije uz moguće širenje na okolna područja – Bosnu i Hercegovinu, Crnu Goru, "Sjevernu Albaniju" – koja slabo Osmansko Carstvo zacijelo neće uspjeti održati pod svojom vlašću. Načertanije sagledava da u tim područjima etnička pripadnost još nije formirana u tada moderne nacionalizme (čak je i na zapadnom kulturom temeljitije zahvaćenom području pod vlašću Carevine Austrije, Hrvatski narodni preporod tek bio ostvario puni učinak), ali smatra da je Srbija "prirodna pokroviteljica sviju turski Slavena"; pa predlaže širenje srpske propagande, s kojom se predviđa najlakši uspjeh među pravoslavcima, ali se nada i nekom uspjehu kod katolika i "muhamedanaca". 

## Osnovni cilj – obnova srpskog carstva
Kao politički program Velike Srbije u Načertaniju se odbacuje zajednička država svih Južnih Slavena, a cilj je obnova srpskog carstva na podlozi državnog i povijesnog prava te srednjovjekovne tradicije: "Iz ovog poznanja proističe čerta i temelj srpske politike, da se ona ne ograničava na sadašnje njene granice, no da teži sebi priljubiti sve narode srpske koji ju okružavaju".
Načertanije smatra da za uspostavu veće i moćnije Srbije postoje povoljne okolnosti: "Već sada na mnogim mestima i u nekim kabinetima predvide i slute to: da Srbima velika budućnost predstoji i to je ono što je pozornost cele Evrope na Srbiju navuklo. Kad mi ne bi dalje mislili nego samo na knjaževstvo kao što je sad, i kad ne bi u ovom knjaževstvu klica budućeg srpskog carstva ležala, onda ne bi se svet više i duže sa Srbijom zanimao nego što je sa Moldavskim i Vlaškim knjaževstvima činilo, u kojima nema samostalno načelo života i koji se dakle samo kao privjesci Rusije smatraju."
Kao veliki problem kojega treba početi odmah rješavati prepoznaje Garašanin okolnost da cjelokupna srbijanska vanjska trgovina ide u to vrijeme putem Austrije. Garašanin stoga predlaže da se trgovinski odnosi prema Francuskoj i Britanskom Carstvu uspostave što skorije preko tadašnjeg teritorija Osmanskog Carstva, koristeći luke Skadar i Ulcinj pod vlašću Turaka.
Osobita pozornost u Načertaniju posvećena je planiranom pripajanju Bosne i Hercegovine Srbiji: "Ako Bošnjaci ne bi ovo primili, to bi otuda kao sigurno sledovalo raskomadanje Srba na provincijalna mala knjaževstva." ("Načertanije", 1844.)
"Na istočnog veroispovedanija Bošnjake veći upliv imati neće biti za Srbiju težak zadatak. Više predostrožnosti i vnimanija na protiv toga iziskuje to, da se katolički Bošnjaci zadobijedu. Na čelu ovih stoje franjevački fratri." ("Načertanije", 1844.)
"Osim toga mogla bi se kao treći stepen štampati kratka i obšta narodna historija Bosne u kojoj ne bi se smjela izostaviti slava i imena nekih muhamedanskoj vjeri prešavših Bošnjaka." ("Načertanije", 1844.)
U pogledu odnosa s Crnom Gorom, predlaže Načertanije slanje redovne novčane pomoći, do vremena kada će se od Turske moći preuzeti vlast nad područjima koja dijele Srbiju i Crnu Goru. 
Kao teritorij kojim Srbija svakako mora ovladati spominje se i "Sjeverna Albanija".
U Rusiji – koja ima ozbiljne planove da ovlada Balkanom i tako izbije na Sredozemlje – Načertanije vidi srpskog takmaca, te se o Ruskom Carstvu govori s vrlo negativnom intonacijom: planovi za izgradnju veće i snažnije srpske države nisu sukladni ruskim planovima da ovladaju europskim područjem Osmanskog Carstva. Međutim se u Načertaniju sagledava da će namjere Rusije da svoj upliv sa područje Vlaške i Moldavije proširi dalje na područja pod Osmanskom vlašću i na samu Srbiju, biti spriječene odlučnošću europskih sila da onemoguće takvo širenje ruske moći prema zapadu i jugu. Načertanije daje relativno opširna izlaganje kako se obraniti od utjecaja Rusije, koja teži da Srbijom vladaju ljudi "koji se njoj bezuslovno povinjuju i nju slušaju", te od preostalog utjecaja Turske (Srbija je u vrijeme Načertanija autonomni dio Osmanskog Carstva): "Ako Srbija želi iz sadašnjeg podčinjenog stanja izvući se i cela, prava država postati, mora će se truditi da malo po malo političesku moć Turske uničtožavajući, sebi je prisvoji; jer upravo je ona točka, u kojoj se srbska i ruska politika sukobljavaju, pošto i Rusija na slabljenju političeske sile carstva turskog radi. No iz ovog soglasija ipak nikako ne sleduje da su cjel i namera obadveju ona ista, i da po tome njihova politika u harmoniji i soglasiju biti mora... Srbija mora nastojavati da od zdanija turske države samo kamen po kamen ocepljuje i prima kako bi od ovog dobrog materijala na starom i dobrom temelju starog carstva srbskog, opet novu srbsku državu sagraditi i podignuti mogla." 
U Austriji se vidi stranu silu koja je također neprijateljski raspoložena prema mogućnosti formiranja velike Srbije, te stoga može zasmetati provedbi srpskih planova; ali s kojom se mora surađivati. Načertanije ne iznosi očekivanje da bi Austrija mogla oslabiti do te mjere da bi joj se moglo uzeti bilo kakva područja – umjesto toga se predlaže što bolja suradnja sa Srbima u Bačkoj, Banatu i Srijemu.
Konstatirajući da Austrija i Rusija imaju na Balkanu ciljeve koji nisu u skladu sa srbijanskim težnjama, predlaže Načertanije oslonac na vanjske politike Britanskog Carstva i Francuskog imperija, koje nastoje spriječiti kako austrijske, tako i ruske planove te bi umjesto toga mogli prihvatiti Srbiju kao svojevrsnog kršćanskog nasljednika Osmanskog Carstva na barem dijelu njegovog europskog teritorija.

## Nacrt buduće srpske države
Ilija Garašanin je pravio nacrt o budućoj srpskoj državi koja bi najprije obuhvaćala:
- Kneževinu Srbiju
- Bosnu, Hercegovinu,
- Crnu Goru,
- Sjevernu Albaniju (Stara Srbija)

Borba za ujedinjenje ovih područja bila bi vođena postupnim otkidanjem osmanskih teritorija, u procesu nezaustavljivog propadanja Osmanskog Carstva.
Da bi se uspostavila uspješna politika prema tim područjima potrebno je uspostaviti agenturu čiji će "ispitatelji" davati točna pismena izvješća o stanju u svim tim odručjima. "U isto vreme nužno je da se tačno poznaje i stanje Slavonije, Hrvatske i Dalmacije a razume se da u ovo spadaju i narodi Srema, Banata i Bačke."

### Odnos prema Zachovom planu
Garašanin je za Načertanija koristio plan Františeka Zacha, koji je u Beograd došao kao predstavnik izbjegličke vlade Poljske (sam Zach je rođenjem bio Čeh) koju je u Parizu bila okupljena oko kneza Adama Czartorskog, te pridobila stanovitu britansku i francusku podršku da se Poljsku oslobodi od ruske i austrijske vlasti. Zachov plan je bio izrazito protuaustrijski i proturuski, tj. usmjeren protiv poljskih glavnih neprijatelja, nudeći okupljanje svih južnih Slavena kako bi se uz francusku i britansku potporu oslobodili austrijske i osmanske vlasti, te težnji Rusije da proširi svoju vladavinu prema balkanskim područjima.
Garašanin je sustavno izostavljao pridjev „jugoslavenski“ koji se nalazio u Zachovom planu, mijenjajući ga u „srpski“. Također, Zachov zaključak da Srbija mora postati „jezgro budućeg Južnoslavenskog carstva“ Garašanin mijenja s „budućeg Srpskog carstva“.
Za razliku od Garašanina, Zach je naglašavao da Srbija ne može biti uspješna dok ne uključi Hrvate i prizna ih kao jednake, što je Garašanin izostavio iz svog programa. Garašanin je izbrisao čitavo Zachovo poglavlje o odnosu s Hrvatima, koje naglašava da su oni „jedan i isti narod“ koji govori isti jezik pisan s dva pisma. Neki srpski povjesničari smatraju da je Garašanin iz Načertanija izostavio Hrvate iz nepovjerenja prema poljskim namjerama da preko Hrvata prošire utjecaj Katoličke crkve na južnoslavenski svijet.

## Provođenje u djelo
Iako tajni dokument, Garašaninovo Načertanije je bilo službeni program dvije srpske vlade – kneza Aleksandra Karađorđevića i kneza Mihaila Obrenovića. František Zach – čiji rad je ugrađen u Načertanije –  postaje 1865. general vojske Kraljevine Srbije, te za tu državu narednih preko 20 godina obavlja najosjetljivije vojne i vanjskopolitičke zadaće. Utemeljujući novu vanjsku politiku, Srbija napušta isključivu orijentaciju prema Rusiji, velikoj sili koja je bila neposredno zainteresirana za Balkan.
Garašanin je za vrijeme kneza Aleksandra Karađorđevića bio pristaša borbe za velikosrpsku državu. 
Kasnije, kao ministar vanjskih poslova kneza Mihaila (1860. — 1868.), Garašanin evoluira prema jugoslavenskom rješenju – prilagođavajući se zapravo politici Austro-Ugarske, koja u to vrijeme preuzima ulogu  vanjskopolitičkog pokrovitelja Srbije; Austro-Ugarska će za Srbiju – još uvijek unutar Osmanskog Carstva – ishoditi novi ustav (1867.) sačinjen prema suvremenim Europskim uzorima, te osigurati Srbiji znatnu gospodarsku, vojnu i drugu potporu; ujedno je Austrija 1867. god. i službeno kod kod Osmanskog Carstva zamijenila mjesto garanta prava Srbije, koju je prema "Turskom ustavu" iz 1838. godine imala Rusija. Garašanin je u tom kontekstu uspostavio veze s jugoslavenskim pokretom u Hrvatskoj (biskupom Strossmayerom) i bugarskim revolucionarnim organizacijama. 
Knez Mihailo Obrenović je s bugarskim emigrantima u Bukureštu 14. siječnja 1867. zaključio Bukureštanski ugovor o zajedničkoj državi Srba i Bugara – to je i opet imalo veze s Austro-Ugarskim nastojanjem da potisne utjecaj Rusije, ali i Francuske, s Balkana. 
Srbija je pokušala putem Bosansko-hercegovačkog ustanka 1875.-1878. god. ovladati Bosnom i Hercegovinom, što je međutim onemogućeno Austro-ugarskom okupacijom Bosne i Hercegovine 1878.
Istodobno su pali u vodu i raniji srpsko-austrijski planovi s Bugarskom, nakon što je Rusija vojnom silom osigurala uspostavu autonomne Bugarske (te neovisnost Rumunjske od Otomanskog Carstva) u Rusko-turskom ratu (1877. – 1878.), te nakon što je mlada bugarska vojska potukla srbijanske snage u Srpsko-bugarskom ratu 1885. Austro-Ugarska će poraz svojih desetljećima građenih odnosa sa Srbijom definitivno doživjeti nakon što je 1903. godine ondje svrgnuta dinastija Obrenović, a na vlast došli Karađorđevići – koji će s krugovima okupljenima u tajnoj organizaciji "Crna ruka" obnoviti  nakon 40 godina velikosrpski politički program i neprijateljstvo prema Austro-Ugarskoj, uz oslonac na Francusku i Britansko carstvo.
Austro-Ugarska je saznala za Garašaninovo "Načertanije", te ga 1883. godine tajno nabavila i arhivirala.

## Poveznice
- Ilija Garašanin
- Velika Srbija
- Memorandum SANU, memorandum iz 1986.
- Memorandum SANU iz 1995. godine[6]
- Drugi Memorandum SANU, memorandum iz 2012.
- Zakon o dijaspori i Srbima u regiji Republike Srbije
- Puni tekst Načertanija na Wikizvoru na Izvoru na srpskom jeziku 19. stoljeća, latinica (srp.)
- Homogena Srbija

## Vanjske poveznice
- Ilija Garašanin, "NAČERTANIJE" (Program spoljašne i nacionalne politike Srbije na koncu 1844. godine)"
- Dragutin Pavličević; Zavod za hrvatsku povijest Filozofskog fakulteta, Zagreb: DVA STOLJEĆA VELIKOSRPSKIH TEŽNJI PREMA HRVATSKOJ 1793 - 1993